# Hannah Marks
Hannah Gayle Marks (Santa Mônica, 13 de Abril de 1993) é uma atriz americana, mais conhecida por seu trabalho na serie de televisão Dirk Gently's Holistic Detective Agency.

## Biografia
Hannah Marks nasceu em 13 de Abril de 1993 em Santa Barbara, Califórnia mas foi criada em San Luis Obispo, Califórnia. É filha de Robin Marks e Nova Ball, uma ex-atriz. O avô materno de Hannah era o empresário e músico Ernie Ball, e um de seus bisavós maternos era o compositor Ernest Ball. 
Inspirada pela sua mãe, Hannah decidiu percorrer sua própria carreira de atriz. Aos onze anos pediu aos pais que fossem a Los Angeles. Antes disso, Marks tinha atuado principalmente em produções no San Luis Obispo Little Theatre. Sua mãe, Nova Ball, a acompanhou a Los Angeles enquanto seu pai ficou em sua casa em San Luis Obispo.
Atualmente Marks reside em Nova York e Los Angeles.

## Carreira
Marks aparece no filme de 2006 Accepted como Lizzie Gaines. Ela estrelou vários programas de televisão, como Ugly Betty e Weeds. Ela apareceu na capa da edição de 4 de junho de 2006 da The New York Times Magazine com sua amiga Liana Liberato. 
Marks interpreta Tammy em The Runaways, um filme biográfico de 2010 sobre a banda de rock formada por garotas, do mesmo nome.
Ela foi nomeada duas vezes por um Prêmio de Artista Jovem. O primeiro foi por sua atuação no filme Accepted; O segundo foi por seu desempenho na série de televisão FlashForward.
Em 2017 foi nomeada uma das 25 artistas com menos de 25 que estão mudando o mundo pela revista Rolling Stone .

## Filmografia

### Cinema
| Ano  | Titulo                             | Papel             | Notas        |
| ---- | ---------------------------------- | ----------------- | ------------ |
| 2005 | Doll Graveyard                     | Sophia            |              |
| 2006 | Danika                             | Lizzie Geralds    |              |
| 2006 | Accepted                           | Lizzie Gaines     |              |
| 2008 | Lucy: A Period Piece               | Lucy              | Curta        |
| 2010 | The Runaways                       | Tammy             |              |
| 2012 | The Amazing Spider-Man             | Missy Kallenback  |              |
| 2013 | Finale                             | Sara              | Curta        |
| 2013 | Kristin's Christmas Past           | Kristin (17 anos) |              |
| 2013 | Portrait of Olivia                 | Olivia            | Curta        |
| 2014 | Dawn                               | Mary              | Curta        |
| 2014 | 1000 to 1: The Cory Weissman Story | Jess Evans        |              |
| 2015 | Anesthesia                         | Ella Zarrow       |              |
| 2015 | Southbound                         | Eva               |              |
| 2016 | Slash                              | Julia             |              |
| 2016 | Punk's Dead: SLC Punk 2            | Penny             |              |
| 2016 | Hard Sell                          | Lake              |              |
| 2016 | Sundance Next Fest Trailer         | Garota            | Curta        |
| 2016 | Two Dollar Bill                    | Harper            | Curta        |
| 2018 | You Can't Win                      | Julia             | Pós-produção |
| 2018 | Taipei                             | Leah              | Pós-produção |
| 2018 | Almost Home                        | Tracy             | Pós-produção |
| 2018 | Banana Split                       | April             | Filmagens    |

### Televisão
| Year        | Title                                   | Role             | Notes                                                                       |
| ----------- | --------------------------------------- | ---------------- | --------------------------------------------------------------------------- |
| 2005        | Numb3rs                                 | Libby Lamberg    | Episódio: "In Plain Sight"                                                  |
| 2006        | Criminal Minds                          | Dalia Nadir      | Episódio: "Secrets and Lies"                                                |
| 2007        | The Winner                              | Tracy            | Episódio: "What Happens in Albany, Stays in Albany"                         |
| 2007        | Heartland                               | Lesley Walker    | Episódio: "Pilot"                                                           |
| 2007        | Private Practice                        | Ruby             | Episódio: "In Which Addison Finds a Showerhead"                             |
| 2008        | Ugly Betty                              | Taylor           | Episódio: "Zero Worship"                                                    |
| 2008–2009   | Weeds                                   | Harmony          | 7 episódios                                                                 |
| 2010        | Hank                                    | Taylor Kelly     | Episódio: "Hank's Got a Friend"                                             |
| 2010        | FlashForward                            | Annabelle Campos | 3 episódios                                                                 |
| 2010        | Saving Grace                            | Mae Rodriguez    | Episódio: "I Killed Kristin"                                                |
| 2011–2013   | Necessary Roughness                     | Lindsay Santino  | 29 episódios                                                                |
| 2012        | Grimm                                   | Gracie           | Episódio: "Organ Grinder"                                                   |
| 2013        | The Client List                         | Kim              | Episódios: "Wild Nights Are Calling", "What Kind of Fool Do You Think I Am" |
| 2014        | Castle                                  | Jordan Gibbs     | Episódio: "Smells Like Teen Spirit"                                         |
| 2014 - 2015 | Awkward                                 | Gloria           | Recorrente, 4° temporada                                                    |
| 2014        | Law & Order: Special Victims Unit       | Evie Barnes      | Episódio: "Pornstar's Requiem"                                              |
| 2016        | The Real O'Neals                        | Mimi Waxberg     | Episódios: - The Real Wedding, The Real Papaya, Pilot                       |
| 2016–2017   | Dirk Gently's Holistic Detective Agency | Amanda Brotzman  | Principal                                                                   |

### Creditada
| Ano  | Titulo                | Produtora | Escritora | Diretora | Notas        |
| ---- | --------------------- | --------- | --------- | -------- | ------------ |
| 2016 | Two Dollar Bill       | X         | X         | X        | Curta        |
| 2016 | Katie Goes to College | X         | X         | X        | Curta        |
| 2017 | BearGirl              | X         | X         | X        | Curta        |
| 2017 | Assholes              | X         |           |          |              |
| 2018 | Shotgun               |           | X         | X        | Pós-produção |
| 2018 | Banana Split          | X         | X         |          | Filmagem     |

## Prêmios e nomiações
| Ano  | Associação                             | Categoria                                                       | Trabalho        | Resultado | ref   |
| ---- | -------------------------------------- | --------------------------------------------------------------- | --------------- | --------- | ----- |
| 2007 | Young Artist Awards                    | Best Performance in a Feature Film - Supporting Young Actress   | Accepted        | Indicada  |       |
| 2011 | Young Artist Awards                    | Best Performance in a TV Series - Recurring Young Actress 11-16 | Flashforward    | Indicada  |       |
| 2016 | Chicago CineYouth Festival             | Best Overall Film                                               | Two Dollar Bill | Ganhou    | [ 6 ] |
| 2018 | SXSW Film Festival / Grand Jury Award  | Narrative Feature                                               | Shotgun         | Indicada  | [ 7 ] |
| 2018 | SXSW Film Festival / Gamechanger Award | Narrative Feature                                               | Shotgun         | Indicada  | [ 7 ] |